# 纳切兹
《纳切兹》（Les Natchez）是法国作家弗朗索瓦-勒内·德·夏多布里昂的一部小说, 创作于作者流亡英国期间，出版于1825-1826年， 题材为北美的那切兹人, 包含了作者对美国的印象和对生活的看法。
1802年，这部作品的节选作为中篇小说《勒内》出版。